# The Platinum Collection (album de Deep Purple)
Pour les articles homonymes, voir The Platinum Collection.
Albums de Deep Purple
Bananas
(2003) Rapture of the Deep
(2005)
The Platinum Collection est une compilation du groupe de hard rock Deep Purple. Elle contient des chansons provenant des albums compris entre Shades of Deep Purple et Bananas.

## Titres

### Disque 1
1. Hush (Joe South) – 4:26
2. Mandrake Root (Blackmore, Evans, Lord) – 6:11
3. Hey Joe (Billy Roberts) – 7:27
4. Kentucky Woman (Neil Diamond) – 4:42
5. Wring That Neck (Blackmore, Lord, Paice, Simper) – 5:12
6. Shield (Blackmore, Evans, Lord) – 6:03
7. Bird Has Flown (Blackmore, Evans, Lord) – 2:53
8. Emmaretta (Blackmore, Evans, Lord) – 3:07
9. Hallelujah (Roger Cook, Roger Greenaway) – 3:41
10. Black Night (single version) (Blackmore, Gillan, Glover, Lord, Paice) – 3:27
11. Speed King (Blackmore, Gillan, Glover, Lord, Paice) – 5:51
12. Flight of the Rat (Blackmore, Gillan, Glover, Lord, Paice) – 7:52
13. Child in Time (Blackmore, Gillan, Glover, Lord, Paice) – 10:20

### Disque 2
1. Fireball (Blackmore, Gillan, Glover, Lord, Paice) – 3:24
2. Strange Kind of Woman (Blackmore, Gillan, Glover, Lord, Paice) – 3:51
3. Demon's Eye (Blackmore, Gillan, Glover, Lord, Paice) – 5:20
4. No One Came (1996 remix) (Blackmore, Gillan, Glover, Lord, Paice) – 6:24
5. Highway Star (1997 remix) (Blackmore, Gillan, Glover, Lord, Paice) – 6:29
6. Smoke on the Water (Blackmore, Gillan, Glover, Lord, Paice) – 5:41
7. When a Blind Man Cries (1997 remix) (Blackmore, Gillan, Glover, Lord, Paice) – 3:30
8. Space Truckin' (1997 remix) (Blackmore, Gillan, Glover, Lord, Paice) – 4:56
9. Lazy (live) (Blackmore, Gillan, Glover, Lord, Paice) – 10:33
10. Never Before (live) (Blackmore, Gillan, Glover, Lord, Paice) – 3:57
11. Woman from Tokyo (Blackmore, Gillan, Glover, Lord, Paice) – 5:49
12. Smooth Dancer (Blackmore, Gillan, Glover, Lord, Paice) – 4:09
13. Mary Long (Blackmore, Gillan, Glover, Lord, Paice) – 4:24
14. Burn (single edit) (Blackmore, Coverdale, Hughes, Lord, Paice) – 4:33

### Disque 3
1. Might Just Take Your Life (Blackmore, Coverdale, Hughes, Lord, Paice) – 4:38
2. Coronarias Redig (Blackmore, Lord, Paice) – 4:53
3. Stormbringer (Blackmore, Coverdale) – 4:05
4. Hold On (Coverdale, Hughes, Lord, Paice) – 5:05
5. Soldier of Fortune (Blackmore, Coverdale) – 3:14
6. Mistreated (Live) (Blackmore, Coverdale, Hughes) – 11:35
7. You Keep on Moving (Coverdale, Hughes) – 5:18
8. Love Child (Tommy Bolin, Coverdale) – 3:05
9. Drifter (Tommy Bolin, Coverdale) – 4:00
10. Perfect Strangers (Live) (Blackmore, Gillan, Glover) – 6:23
11. Ted the Mechanic (Live) (Gillan, Glover, Lord, Morse, Paice) – 4:33
12. Any Fule Kno That (Gillan, Glover, Lord, Morse, Paice) – 4:28
13. Bludsucker (Blackmore, Gillan, Glover, Lord, Paice) – 4:27
14. Sun Goes Down (Airey, Gillan, Glover, Morse, Paice) – 4:15

## Musiciens

### Mk.1
- Rod Evans : chant, harmonica
- Ritchie Blackmore : guitare
- Nick Simper : basse
- Ian Paice : batterie, percussions
- Jon Lord : claviers

### Mk.2
- Ian Gillan : chant, harmonica
- Ritchie Blackmore : guitare
- Roger Glover : basse
- Ian Paice : batterie, percussions
- Jon Lord : claviers

### Mk.3
- David Coverdale : chant
- Ritchie Blackmore : guitare
- Glenn Hughes : basse, chant
- Ian Paice : batterie, percussions
- Jon Lord : claviers

### Mk.4
- David Coverdale : chant
- Tommy Bolin : guitare, chant
- Glenn Hughes : basse, chant
- Ian Paice : batterie, percussions
- Jon Lord : claviers

### Mk.7
- Ian Gillan : chant, harmonica
- Steve Morse : guitare
- Roger Glover : basse
- Ian Paice : batterie, percussions
- Jon Lord : claviers

### Mk.8
- Ian Gillan : chant, harmonica
- Steve Morse : guitare
- Roger Glover : basse
- Ian Paice : batterie, percussions
- Don Airey : claviers